# Carolinaia schlingeri
Carolinaia schlingeri är en insektsart som först beskrevs av Hille Ris Lambers 1966.  Carolinaia schlingeri ingår i släktet Carolinaia och familjen långrörsbladlöss. Inga underarter finns listade i Catalogue of Life.